# Rejectaria lyse
Rejectaria lyse är en fjärilsart som beskrevs av Druce 1891. Rejectaria lyse ingår i släktet Rejectaria och familjen nattflyn. Inga underarter finns listade.